# Aérospatiale Alouette II
Aérospatiale Alouette II (Škrjanec) lahki enomotorni večnamenski helikopter, ki ga je zansnovalo francosko podjetje Sud Aviation (pozneje postal Aérospatiale). Alouette II je bil prvi serijsko proizvajan helikopter s turbinskim (turbogrednim motorjem).
Alouette II se je večinoma uporabljal v vojski kot izvidniški helikopter, transport, za iskanje in reševanje šolanje pilotov. Lahko se ga tudi oboroži s protitankovskimi raketami in torpedi.
Civilne verzije so se uporabljale tudi za agrikulturne dejavnosti in kot lahko leteče dvigalo s kapaciteto 500 kg na zunanji kljuki.
Sud Avaition-ov prejšnji helikopter - batno gnani SE 3120 Alouette, je podrl nekaj rekorodov v hitrost in dolet, vendar je bil prekompleksen za serijsko izdelavo. Potem so pri Turbomeci, pod vodstvom Josepha Szydlowskega razvili turbogredni motor Artouste, ki so ga uporabili na SE 3130 Alouette II.
SE 3130 je prvič poletel 12. marca 1955. Tri mesece pozneje je pilot Jean Boulet s helikopterjem Alouette II dosegel rekordno višino za helikopterje - 8209 m (26926 čevljev). 13. junija 1958 je rekord povečal na 10984 m (36027 čevljev).
Alouette II se je pojavil v medijih 3. julija 1956 ko je rešili alpinista na nadmorski višini čez 4000 metrov. Helikopter je bil tudi prvi helikopter oborožen s protitankovskimi raketami.
Indijske SA 315B Lame "Cheetah" lahko operirajo na višini čez 7500 metrov.

## Tehnične specifikacije (Alouette II)
Podatki iz Jane's All The World's Aircraft 1966–67
Splošne karakteristike
- Posadka: 1
- Število sedežev: 4 potniki
- Dolžina: 9,66 m (31 ft 9 in)
- Premer rotorja: 10,20 m (33 ft 6 in)
- Višina: 2,75 m (9 ft 0 in)
- Površina rotorjev: 81,7 m² (881,4 ft²)
- Teža praznega letala: 895 kg (1973 lb)
- Maks. vzletna teža: 1600 kg (3527 lb)
- Pogon letala: 1 ×  turbogredni Turboméca Artouste IIC6, 395 kW (530 KM) omejen na 269 kW (460 KM)

 Zmogljivost 
- Maks. hitrost: 185 km/h (100 vozlov, 115 mph)
- Potovalna hitrost: 170 km/h (92 vozlov, 106 mph)
- Doseg: 565 km (305 nmi, 350 mi)
- Trajanje leta: 4,1 ur
- Višina leta: 2300 m (7545 ft)
- Hitrost vzpenjanja: 4,2 m/s (820 ft/min)